# Mysmena leucoplagiata
Mysmena leucoplagiata är en spindelart som först beskrevs av Simon 1879.  Mysmena leucoplagiata ingår i släktet Mysmena och familjen Mysmenidae. Inga underarter finns listade i Catalogue of Life.